# Елиашевич Гейш, Мельхиор
Мельхиор Эльяшевич Гейш (пол. Melchior Elijaszewicz Gieysz, лит. Merkelis Elijaševičius Geišas; ? — 11 июня 1631) — религиозный и государственный деятель Великого княжества Литовского, рефендарий духовный литовский (1620—1630), епископ жемайтский (1631—1633).

## Биография
Рукоположен в священники в 1595 году. Был пастором в Крожах и виленским кустошем с 1616 года. Занимал последовательно должности рефендария литовского, каноника жмудского и главного викария Жемайтского диоцеза. С 1631 года ординарий жемайтский. Был на выборном сейме после смерти Сигизмунда III Вазы и выборщиком Владислава IV Вазы от Жемайтского староства в 1632 году.